# Незграбна черепаха

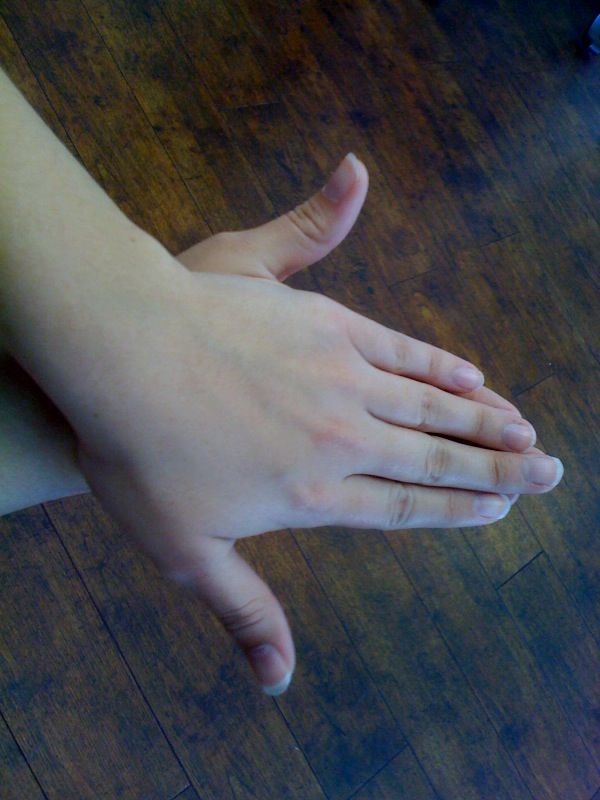
Зображення жесту

Незграбна черепаха (англ. awkward turtle) — термін на позначення жесту, який використовується для мовчазного окреслення ситуації як незграбної, ніякової, незручної (долоні накладені одна на одну з відстовбурченими великими пальцями подібно до плавників черепахи). 
Також з’явилася низка додаткових жестів, схожих на незграбну черепаху (наприклад, незграбна пальма, яка навіть має власну сторінку у Facebook; незграбний дзвіночок; незграбний гонг; незграбні роги; незграбний намет; незграбна індичка тощо). Ймовірно, у більшості випадків цей жест використовують грайливо та іронічно. 

## Опис
Вважається, що цей жест спочатку походить з жестової мови. Це загальний жест для позначення черепахи та в австралійській жестовій мові. Незграбну черепаху показують, поклавши одну руку на іншу, обидві долоні спрямовані вниз, великі пальці стирчать убік і рухаються, щоб виглядати як ласти.
Термін «незграбна черепаха» вийшов за рамки жестів і іноді просто промовляється, без жесту.

## Історія
3 лютого 2006 року студент-журналіст повідомив про всюдисущість незграбного жесту рукою черепахи в Університеті Пенсільванії. Повідомляють, що до 2008 року у Facebook було понад 500 груп «незграбних черепах», найбільша з яких налічувала понад 27 000 учасників. «A Way with Words», громадська радіопрограма про мову, цитувала її як сленг з UCLA під час сегменту про «незграбну черепаху» 10 жовтня 2009 року.